# Riwaq (arcade)

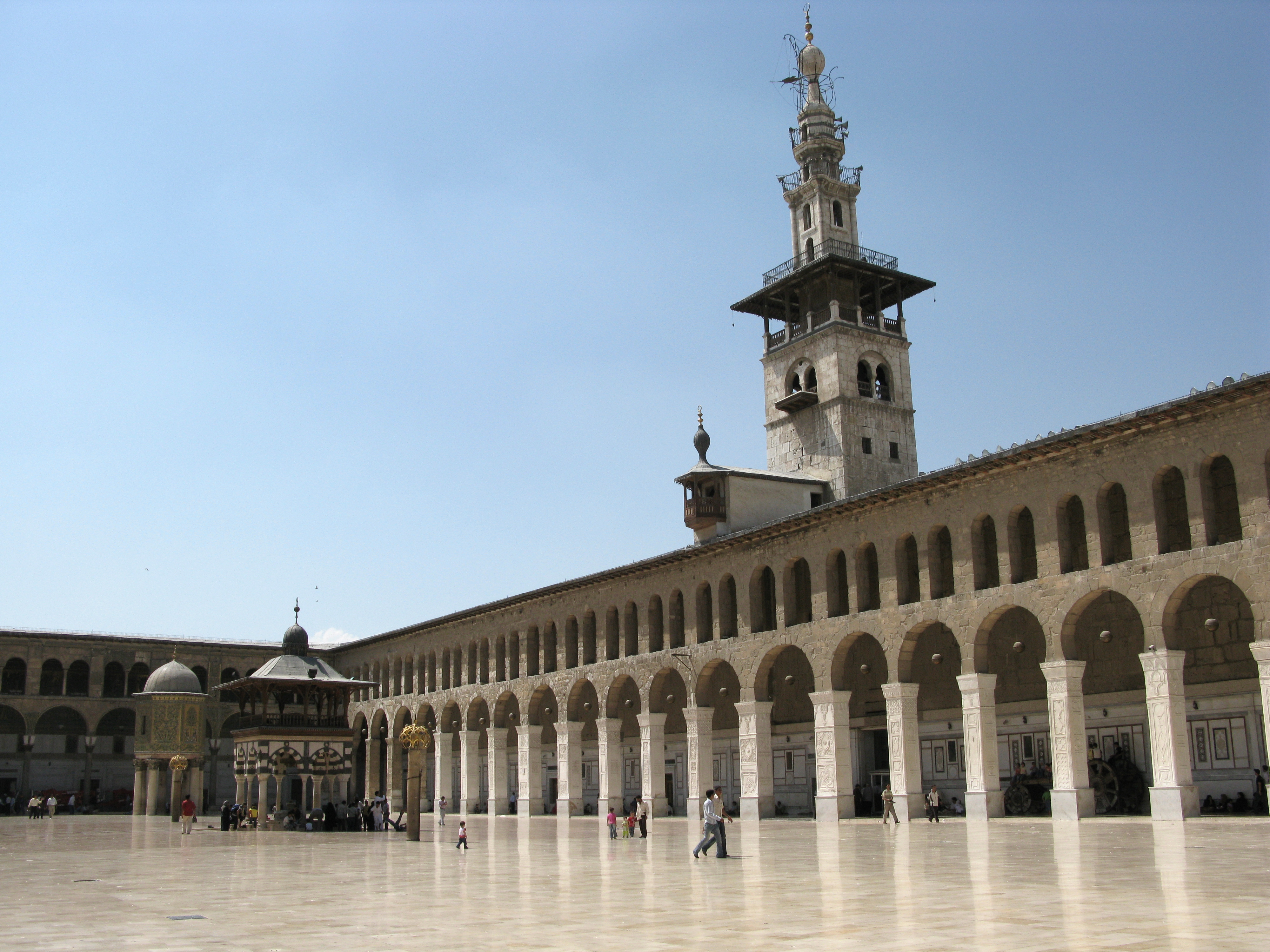
Riwaq van de grote moskee van Damascus

Een riwaq is een arcade of portico die minimaal aan een zijde open is. Het begrip wordt gebruikt in de islamitische architectuur.
In een hofmoskee is een sahn (binnenplaats) omgeven door een of meer rijen van riwaqs.
In Ramallah is het centrum met dezelfde naam gevestigd die zich bezighoudt met behoud van architectonisch erfgoed op de Westelijke Jordaanoever. 